# Colletes cunicularius
Colletes cunicularius (Linnaeus, 1758) è un insetto apoideo della famiglia Colletidae.

## Descrizione
È un apoideo di discrete dimensioni (13-15 mm di lunghezza), con una livrea bruno-nerastra.

## Distribuzione e habitat
Specie ad areale paleartico.
Predilige habitat sabbiosi con scarsa vegetazione, come ad esempio cave di ghiaia e sabbia, dune interne, argini di fiumi e pianure alluvionali.

## Biologia

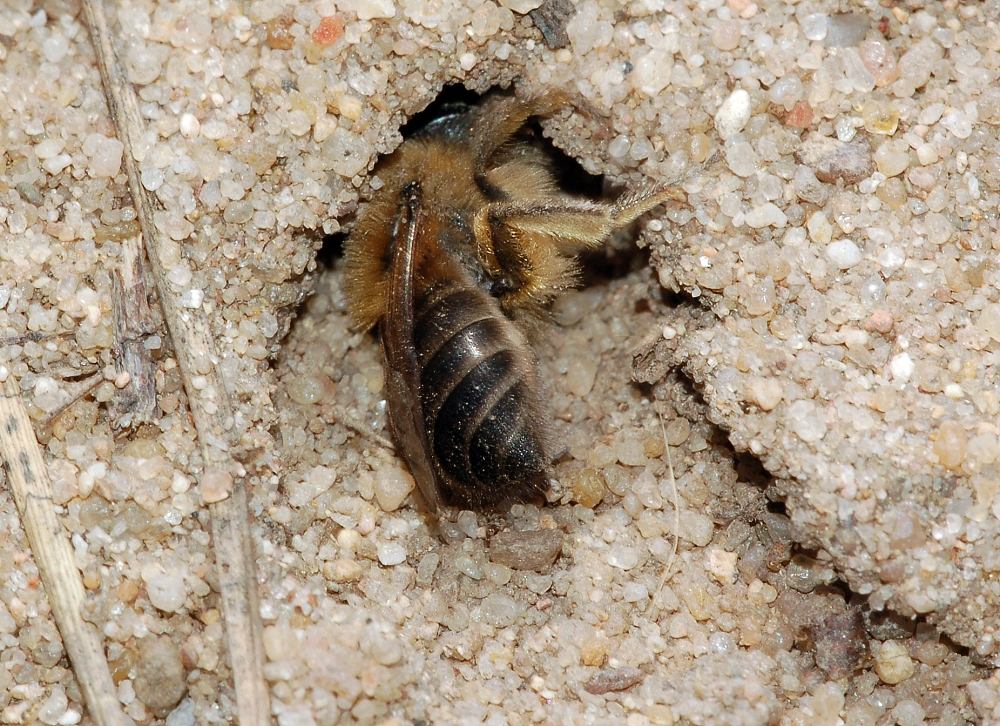

È un'ape solitaria che scava il suo nido nella sabbia. Spesso mostra comportamenti comunitari, con più femmine che costruiscono i nidi l'uno vicino all'altro, occupandosi però ciascuna della propria prole.

### Alimentazione
È comunemente considerata una specie oligolettica specializzata in polline e nettare di Salix spp. ma in mancanza di questi può rivolgere le sue attenzioni anche ad altre specie .

### Riproduzione
È una specie univoltina, che compie cioè una sola generazione per anno.
Dopo aver trascorso l'inverno all'interno dei nidi allo stadio pupale, i maschi emergono per primi dai nidi e attendono all'ingresso dei medesimi l'uscita delle femmine. Indizi olfattivi consentono al maschio di distinguere le femmine non fecondate .

## Ecologia
Gli insetti del genere Colletes sono frequentemente chiamati in causa quali insetti impollinatori di orchidee del genere Ophrys. Tale relazione è legata ad una somiglianza chimica tra le secrezioni cefaliche di questi insetti e alcune sostanze volatili prodotte dalle specie del genere Ophrys . 
In particolare Colletes cunicularius è stato segnalato quale possibile insetto impollinatore di Ophrys sphegodes e Ophrys exaltata .